# Sassegnies
Sassegnies ist eine französische Gemeinde im Département Nord in der Region Hauts-de-France. Sie gehört zum Arrondissement Avesnes-sur-Helpe und zum Kanton Aulnoye-Aymeries.

## Lage
Die Gemeinde Sassegnies liegt an der Mündeung der Helpe Majeure in die Sambre, 18 Kilometer südwestlich von Maubeuge. Sie grenzt im Norden an Berlaimont, im Osten an Leval, im Süden an Noyelles-sur-Sambre und im Westen an Locquignol.

## Geschichte
Die älteste bisher entdeckte urkundliche Erwähnung stammt aus dem Jahr 820, als Kaiser Ludwig der Fromme dem Kloster Maroilles eine "villa" in Sassegnies schenkte.

## Bevölkerungsentwicklung
| Jahr                       | 1962 | 1968 | 1975 | 1982 | 1990 | 1999 | 2009 | 2021 |
| Einwohner                  | 318  | 336  | 293  | 301  | 289  | 290  | 276  | 260  |
| Quellen: Cassini und INSEE |      |      |      |      |      |      |      |      |

## Sehenswürdigkeiten
- Kirche Saint-Martin
- vier Oratorien